# Club Universitario de Deportes 1971
Questa voce raccoglie le informazioni riguardanti il Club Universitario de Deportes nelle competizioni ufficiali della stagione 1971.

## Maglie
| 1ª divisa |

## Rosa
| N. |                      | Ruolo | Calciatore                  |
| -- | -------------------- | ----- | --------------------------- |
|    | Argentina (bandiera) | P     | Humberto Ballesteros        |
|    | Perù (bandiera)      | P     | Rubén Correa                |
|    | Perù (bandiera)      | P     | Jesús Goyzueta              |
|    | Perù (bandiera)      | D     | Héctor Chumpitaz (capitano) |
|    | Perù (bandiera)      | D     | Fernando Cuéllar            |
|    | Perù (bandiera)      | D     | Pedro González              |
|    | Perù (bandiera)      | D     | Luis La Fuente              |
|    | Perù (bandiera)      | D     | Felix Salinas               |
|    | Perù (bandiera)      | D     | Julio Luna                  |
|    | Perù (bandiera)      | D     | Eduardo Wolf                |
|    | Perù (bandiera)      | D     | Eleazar Soria               |
|    | Perù (bandiera)      | C     | Hernán Castañeda            |
|    | Perù (bandiera)      | C     | Luis Cruzado                |

| N. |                    | Ruolo | Calciatore        |
| -- | ------------------ | ----- | ----------------- |
|    | Perù (bandiera)    | C     | Percy Rojas       |
|    | Perù (bandiera)    | C     | Roberto Challe    |
|    | Uruguay (bandiera) | A     | Carlos Jurado     |
|    | Perù (bandiera)    | C     | Fernando Alva     |
|    | Perù (bandiera)    | A     | Héctor Bailetti   |
|    | Perù (bandiera)    | A     | Víctor Calatayud  |
|    | Perù (bandiera)    | A     | Enrique Casaretto |
|    | Perù (bandiera)    | A     | Juan Muñante      |
|    | Perù (bandiera)    | A     | Juan Oblitas      |
|    | Perù (bandiera)    | A     | Oswaldo Ramírez   |
|    | Perù (bandiera)    | A     | Ángel Uribe       |
|    | Perù (bandiera)    | A     | Juan Muñante      |

## Risultati

### Primera División
| Chiclayo | Unión Tumán | 1 – 1 | Universitario |  |

| Lima | Universitario | 2 – 0 | José Gálvez |  |

| Arequipa | Melgar | 0 – 0 | Universitario |  |

| Lima | Universitario | 4 – 0 | Octavio Espinosa |  |

| Lima | Universitario | 1 – 0 | Juan Aurich |  |

| Lima | Universitario | 2 – 0 | Sport Boys |  |

| Lima | Defensor Arica | 0 – 2 | Universitario |  |

| Lima | Universitario | 2 – 0 | Deportivo Municipal |  |

| Talara | Atletico Torino | 0 – 0 | Universitario |  |

| Lima | Universitario | 4 – 1 | Defensor Lima |  |

| Lima | Alianza Lima | 2 – 1 | Universitario |  |

| Lima | Universitario | 2 – 1 | Porvenir Miraflores |  |

| Lima | Sporting Cristal | 1 – 2 | Universitario |  |

| Trujillo | Carlos A. Mannucci | 0 – 1 | Universitario |  |

| Lima | Universitario | 3 – 1 | ADO |  |

| Lima | Universitario | 3 – 0 | Unión Tumán |  |

| Chimbote | José Gálvez | 0 – 4 | Universitario |  |

| Lima | Universitario | 1 – 1 | Melgar |  |

| Ica | Octavio Espinosa | 0 – 2 | Universitario |  |

| Chiclayo | Juan Aurich | 1 – 1 | Universitario |  |

| Lima | Sport Boys | 0 – 0 | Universitario |  |

| Lima | Universitario | 2 – 1 | Defensor Arica |  |

| Lima | Deportivo Municipal | 1 – 1 | Universitario |  |

| Lima | Universitario | 1 – 1 | Atletico Torino |  |

| Lima | Defensor Lima | 3 – 0 | Universitario |  |

| Lima | Universitario | 1 – 1 | Alianza Lima |  |

| Lima | Porvenir Miraflores | 0 – 3 | Universitario |  |

| Lima | Universitario | 1 – 1 | Sporting Cristal |  |

| Lima | Universitario | 5 – 1 | Carlos A. Mannucci |  |

| Lima | ADO | 2 – 5 | Universitario |  |

### Coppa Libertadores

#### Quarti di finale
Gruppo 1
| Lima 13 febbraio 1971 | Sporting Cristal | 0 – 0 | Universitario |  |

| Lima 26 febbraio 1971 | Universitario | 3 – 2 | Rosario Central |  |

| Lima 4 marzo 1971 | Universitario | 0 – 0 | Boca Juniors |  |

| Lima 16 marzo 1971 | Rosario Central | 2 – 2 | Universitario |  |

| Buenos Aires 25 marzo 1971 | Boca Juniors | 0 – 0 | Universitario |  |

| Lima 31 marzo 1971 | Universitario | 3 – 0 | Sporting Cristal |  |

#### Semifinali
Gruppo 1
| Lima 14 aprile 1971 | Universitario | 1 – 2 | Palmeiras |  |

| Lima 22 aprile 1971 | Universitario | 0 – 0 | Nacional |  |

| San Paolo 6 maggio 1971 | Palmeiras | 3 – 0 | Universitario |  |

| Montevideo 11 maggio 1971 | Nacional | 3 – 0 | Universitario |  |

## Statistiche

### Statistiche di squadra
| Competizione       | Punti | Totale | Totale | Totale | Totale | Totale | Totale | DR  |
| Competizione       | Punti | G      | V      | N      | P      | Gf     | Gs     | DR  |
| ------------------ | ----- | ------ | ------ | ------ | ------ | ------ | ------ | --- |
| Primera División   | 46    | 30     | 18     | 10     | 2      | 57     | 20     | +37 |
| Coppa Libertadores | 10    | 10     | 3      | 4      | 3      | 9      | 12     | -4  |
| Totale             | 56    | 40     | 21     | 14     | 5      | 66     | 32     | +33 |